# Barkau
Barkau ist ein dörflicher Ortsteil der Gemeinde Süsel im Kreis Ostholstein in Schleswig-Holstein.

## Lage
Barkau liegt an der Kreisstraße 55 etwa 600 m südwestlich des Barkauer Sees.

## Geschichte

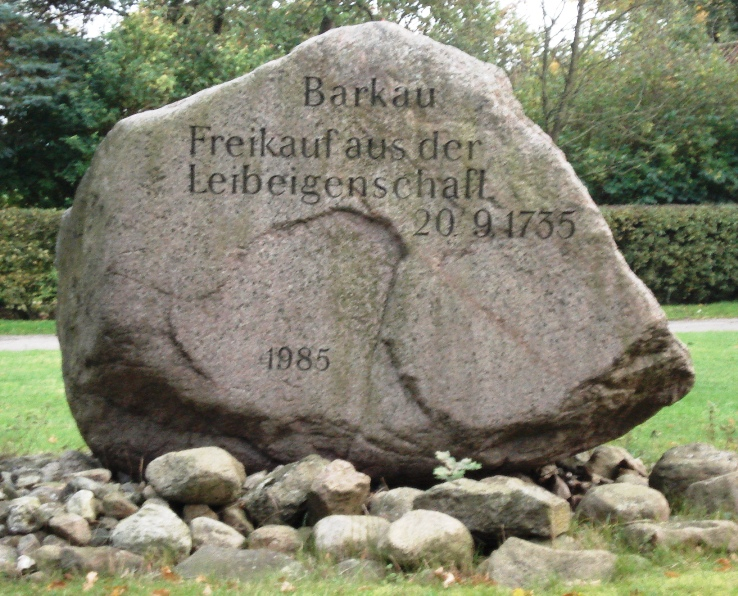
Gedenkstein an den 1735 erfolgten Freikauf Barkaus aus der Leibeigenschaft

Das Dorf gehörte früher zur Klostergrundherrschaft des Klosters Ahrensbök und (nach dessen Auflösung) zum Amt Ahrensbök und war dem Vorwerk Ahrensbök dienstpflichtig.
Im Jahr 1735 konnte sich das Dorf aus der Leibeigenschaft freikaufen.
1866 ging das Amt Ahrensbök – mit der Gemeinde Süsel, zu der Barkau gehörte – an das Fürstentum Lübeck.